# Jaroslav Kovář
Jaroslav Kovář (ur. 12 maja 1934 w Pradze, zm. 24 lutego 2015) – czechosłowacki lekkoatleta, skoczek wzwyż, medalista mistrzostw Europy z 1954.
Zdobył brązowy medal w skoku wzwyż na mistrzostwach Europy w 1954 w Bernie, za Bengtem Nilssonem ze Szwecji i swym kolegą z reprezentacji Czechosłowacji Jiřím Lanským.
Zwyciężył na Akademickich Mistrzostwach Świata (UIE) w 1954 w Budapeszcie i w 1955 w Warszawie, a w 1953 w Bukareszcie zajął 2. miejsce.
Trzykrotnie poprawiał rekord Czechosłowacji, doprowadzając go do wyniku 2,05 m (25 września 1955 w Bratysławie).